# Wereldkampioenschap voetbal 1978 (kwalificatie CONMEBOL)
Er hebben zich 9 teams van de CONMEBOL ingeschreven voor de kwalificatie van het Wereldkampioenschap voetbal 1978. Van deze landen plaatsen zich in ieder geval 2 voor het hoofdtoernooi. Bolivia speelde de intercontinentale play-off, maar verloor deze van Hongarije. Ook Argentinië doet mee aan het hoofdtoernooi. Dit land hoeft geen kwalificatie af te werken omdat het gastland is. De kwalificatie duurde van 9 februari tot en met 30 november 1977.

## Opzet
- Eerste ronde: De 9 teams worden in 3 groepen van 3 verdeeld, de groepswinnaars gaan naar de finale.
- Finaleronde: De 3 overgebleven teams spelen in groepsfase, de 1ste en 2de kwalificeren zich automatisch, de nummer 3 gaat naar de intercontinentale eindronde met een team uit Europa.

## Gekwalificeerde landen
| FIFA-lid   | Confederatie | Kwalificatie        | Aantal dln. (inclusief 1978) | Dln. op rij | Eerste dln. | Laatste dln. | Titels (exclusief 1978) | Beste prestatie |
| ---------- | ------------ | ------------------- | ---------------------------- | ----------- | ----------- | ------------ | ----------------------- | --------------- |
| Argentinië | CONMEBOL     | Gastland            | 7                            | 2           | 1930        | 1974         | 0                       | Tweede          |
| Brazilië   | CONMEBOL     | Winnaar finalegroep | 11                           | 11          | 1930        | 1974         | 3                       | Wereldkampioen  |
| Peru       | CONMEBOL     | Tweede finalegroep  | 3                            | 1           | 1930        | 1970         | 0                       | Kwartfinale     |

## Groepen en wedstrijden
Legenda

### Groep 1
Na het desastreuze WK in 1974, waar Brazilië meer schopte dan voetbalde, had men duidelijk een mindere lichting dan in 1970.   Een 0-0 gelijkspel tegen Colombia was een zwakke start en gaf de Paraguayen hoop, want zij wonnen wel in Colombia. Bij de volgende wedstrijden (thuiswedstrijden tegen Colombia) was dat voordeel alweer weg, Paraguay speelde met 1-1 gelijk, terwijl Brazilië met 6-0 duidelijk te sterk was (met goals van de enige overgebleven ster van het WK in 1970 Roberto Rivelino en het grote talent Zico). Bij de wedstrijden tegen Paraguay kwam Brazilië goed weg: 0-1 in Asunción door een eigen doelpunt en een benauwd 1-1 gelijkspel in Rio de Janeiro. Brazilië plaatse zich voor de tweede ronde, maar men was niet tevreden, coach Osvaldo Brandão werd ontslagen en vervangen door Cláudio Coutinho. Hij was ervan overtuigd, dat alleen een "Europese" manier van spelen Brazilië weer succesvol kon zijn.
| Pos | Land     | Wed | Win | Gel | Ver | DV | DT | +/− | Pnt |
| --- | -------- | --- | --- | --- | --- | -- | -- | --- | --- |
| 1.  | Brazilië | 4   | 2   | 2   | 0   | 8  | 1  | +7  | 6   |
| 2.  | Paraguay | 4   | 1   | 2   | 1   | 3  | 3  | 0   | 4   |
| 3.  | Colombia | 4   | 0   | 2   | 2   | 1  | 8  | –7  | 2   |

|                  |          |       |          |                                                 |
| 20 februari 1977 | Colombia | 0 – 0 | Brazilië | Bogota, Colombia Scheidsrechter: Comesaña (ARG) |
| 20 februari 1977 |          |       |          | Bogota, Colombia Scheidsrechter: Comesaña (ARG) |

|                  |          |          |          |                                                        |
| 24 februari 1977 | Colombia | 0 – 1    | Paraguay | Bogota, Colombia Scheidsrechter: Orozco Guerrero (PER) |
| 24 februari 1977 |          | 26' Jara |          | Bogota, Colombia Scheidsrechter: Orozco Guerrero (PER) |

|              |          |       |              |                                                           |
| 6 maart 1977 | Paraguay | 1 – 1 | Colombia     | Asuncion, Paraguay Scheidsrechter: Cerullo Giuliano (URU) |
| 6 maart 1977 | Jara 90' |       | 58' Vilarete | Asuncion, Paraguay Scheidsrechter: Cerullo Giuliano (URU) |

|              |                                                          |       |          |                                                         |
| 9 maart 1977 | Brazilië                                                 | 6 – 0 | Colombia | Rio de Janeiro, Brazilië Scheidsrechter: Coerezza (ARG) |
| 9 maart 1977 | Roberto 15', 31' Zico 25' Marinho 41', 55' Rivellino 85' |       |          | Rio de Janeiro, Brazilië Scheidsrechter: Coerezza (ARG) |

|               |          |                    |          |                                                    |
| 13 maart 1977 | Paraguay | 0 – 1              | Brazilië | Asuncion, Paraguay Scheidsrechter: Pestarino (ARG) |
| 13 maart 1977 |          | 59' (e.d.) Insfrán |          | Asuncion, Paraguay Scheidsrechter: Pestarino (ARG) |

|               |                   |       |          |                                                              |
| 20 maart 1977 | Brazilië          | 1 – 1 | Paraguay | Rio de Janeiro, Brazilië Scheidsrechter: Ramón Barreto (URU) |
| 20 maart 1977 | Roberto 6' (pen.) |       | 54' Báez | Rio de Janeiro, Brazilië Scheidsrechter: Ramón Barreto (URU) |

### Groep 2
Uruguay was een land met een rijke voetbalhistorie, het was twee keer wereldkampioen en was sinds 1962 deelnemer aan het WK. In de jaren zeventig had het land een mindere lichting, het WK in 1974 werd een grote flop en men begon zeer slecht aan deze WK-campagne. Het speelde gelijk tegen het zwakke Venezuela (het eerste punt van deze ploeg ooit) en verloor van Bolivia. Bolivia won vervolgens twee keer van Venezuela en het grote voetballand Uruguay was uitgeschakeld. Het volstrekt onbekende Bolivia moest het nu waarmaken in de tweede ronde.
| Pos | Land      | Wed | Win | Gel | Ver | DV | DT | +/− | Pnt |
| --- | --------- | --- | --- | --- | --- | -- | -- | --- | --- |
| 1.  | Bolivia   | 4   | 3   | 1   | 0   | 8  | 3  | +5  | 7   |
| 2.  | Uruguay   | 4   | 1   | 2   | 1   | 5  | 4  | +1  | 4   |
| 3.  | Venezuela | 4   | 0   | 1   | 3   | 2  | 8  | –6  | 1   |

|                 |            |       |             |                                                  |
| 9 februari 1977 | Venezuela  | 1 – 1 | Uruguay     | Caracas, Venezuela Scheidsrechter: Ramirez (COL) |
| 9 februari 1977 | Flores 88' |       | 5' Oliveira | Caracas, Venezuela Scheidsrechter: Ramirez (COL) |

|                  |             |       |         |                                                            |
| 27 februari 1977 | Bolivia     | 1 – 0 | Uruguay | La Paz, Bolivia Scheidsrechter: Romualdo Arppi Filho (BRA) |
| 27 februari 1977 | Jiménez 48' |       |         | La Paz, Bolivia Scheidsrechter: Romualdo Arppi Filho (BRA) |

|              |             |       |                                  |                                                           |
| 6 maart 1977 | Venezuela   | 1 – 3 | Bolivia                          | Caracas, Venezuela Scheidsrechter: Silvagno Cavanna (CHI) |
| 6 maart 1977 | Iriarte 86' |       | 5' Mezza 76' Jiménez 80' Aguilar | Caracas, Venezuela Scheidsrechter: Silvagno Cavanna (CHI) |

|               |                          |       |           |                                                   |
| 13 maart 1977 | Bolivia                  | 2 – 0 | Venezuela | La Paz, Bolivia Scheidsrechter: Pérez Nuñez (PER) |
| 13 maart 1977 | Jiménez 17' Aragonés 53' |       |           | La Paz, Bolivia Scheidsrechter: Pérez Nuñez (PER) |

|               |                  |       |           |                                                   |
| 17 maart 1977 | Uruguay          | 2 – 0 | Venezuela | Montevideo, Uruguay Scheidsrechter: Marques (BRA) |
| 17 maart 1977 | Pizzani 11', 83' |       |           | Montevideo, Uruguay Scheidsrechter: Marques (BRA) |

|               |                  |       |                  |                                                             |
| 27 maart 1977 | Uruguay          | 2 – 2 | Bolivia          | Montevideo, Uruguay Scheidsrechter: Arturo Ithurralde (ARG) |
| 27 maart 1977 | Pereyra 23', 49' |       | 25', 59' Aguilar | Montevideo, Uruguay Scheidsrechter: Arturo Ithurralde (ARG) |

### Groep 3
Net als voor kwalificatie voor het WK in 1974 mochten Peru en Chili uitmaken, welk land in ieder geval thuis moest blijven, in 1974 won Chili. Het was ook een clash tussen het aanvallende voetbal van Peru en het harde, verdedigende voetbal van Chili. Peru begon slordig met puntverlies in Ecuador, maar een gelijkspel in Chili was prima. In Lima maakte Peru het af: 2-0 met onder andere een doelpunt van Barcelona-speler Hugo Sotil. Grote vedette van het team was nog steeds Teófilo Cubillas, de grote man van het Peruaanse team, dat zo verraste op het WK in Mexico.
| Pos | Land    | Wed | Win | Gel | Ver | DV | DT | +/− | Pnt |
| --- | ------- | --- | --- | --- | --- | -- | -- | --- | --- |
| 1.  | Peru    | 4   | 2   | 2   | 0   | 8  | 2  | +6  | 6   |
| 2.  | Chili   | 4   | 2   | 1   | 1   | 5  | 3  | +2  | 5   |
| 3   | Ecuador | 4   | 0   | 1   | 3   | 1  | 9  | –8  | 1   |

|                  |                |       |             |                                             |
| 20 februari 1977 | Ecuador        | 1 – 1 | Peru        | Quito, Ecuador Scheidsrechter: Rohrig (BRA) |
| 20 februari 1977 | Paz y Miño 81' |       | 43' Oblitas | Quito, Ecuador Scheidsrechter: Rohrig (BRA) |

|                  |         |            |       |                                                 |
| 27 februari 1977 | Ecuador | 0 – 1      | Chili | Guayaquil, Ecuador Scheidsrechter: Romero (ARG) |
| 27 februari 1977 |         | 33' Gamboa |       | Guayaquil, Ecuador Scheidsrechter: Romero (ARG) |

|              |             |       |             |                                                    |
| 6 maart 1977 | Chili       | 1 – 1 | Peru        | Santiago, Chili Scheidsrechter: Faville Neto (BRA) |
| 6 maart 1977 | Ahumada 42' |       | 70' Muñante | Santiago, Chili Scheidsrechter: Faville Neto (BRA) |

|               |                                               |       |         |                                                    |
| 12 maart 1977 | Peru                                          | 4 – 0 | Ecuador | Lima, Peru Scheidsrechter: Barrancos Alvarez (BOL) |
| 12 maart 1977 | José Velásquez 19' Oblitas 48', 50' Luces 63' |       |         | Lima, Peru Scheidsrechter: Barrancos Alvarez (BOL) |

|               |                              |       |         |                                                        |
| 20 maart 1977 | Chili                        | 3 – 0 | Ecuador | Santiago, Chili Scheidsrechter: Llobregat Vicedo (VEN) |
| 20 maart 1977 | Figueroa 29', 55' Castro 40' |       |         | Santiago, Chili Scheidsrechter: Llobregat Vicedo (VEN) |

|               |                       |       |       |                                                       |
| 26 maart 1977 | Peru                  | 2 – 0 | Chili | Lima, Peru Scheidsrechter: Arnaldo Cézar Coelho (BRA) |
| 26 maart 1977 | Sotil 49' Oblitas 54' |       |       | Lima, Peru Scheidsrechter: Arnaldo Cézar Coelho (BRA) |

### Finale
De finale-groep werd in Cali in Colombia gespeeld. De twee beste van de drie konden zich plaatsen, maar van echte strijd was geen sprake. Bolivia werd met maar liefst 8-0 en 5-0 verslagen door respectievelijk Brazilië (vier goals van Zico) en Peru (twee goals van Cubillas). Bolivia kreeg nog een herkansing tegen Hongarije. Brazilië won het mini-toernooi door met 1-0 van Peru te winnen.
| Pos | Land     | Wed | Win | Gel | Ver | DV | DT | +/− | Pnt |
| --- | -------- | --- | --- | --- | --- | -- | -- | --- | --- |
| 1.  | Brazilië | 2   | 2   | 0   | 0   | 9  | 0  | +9  | 4   |
| 2.  | Peru     | 2   | 1   | 0   | 1   | 5  | 1  | +4  | 2   |
| 3.  | Bolivia  | 2   | 0   | 0   | 2   | 0  | 13 | –13 | 0   |

|              |          |       |      |                                               |
| 10 juli 1977 | Brazilië | 1 – 0 | Peru | Cali, Colombia Scheidsrechter: Comesana (ARG) |
| 10 juli 1977 | Gil 53'  |       |      | Cali, Colombia Scheidsrechter: Comesana (ARG) |

|              |                                                                          |       |         |                                              |
| 14 juli 1977 | Brazilië                                                                 | 8 – 0 | Bolivia | Cali, Colombia Scheidsrechter: Cavanna (CHI) |
| 14 juli 1977 | Zico 5', 10', 27' (pen.), 60' Roberto 22' Gil 54' Cerezo 70' Marcelo 89' |       |         | Cali, Colombia Scheidsrechter: Cavanna (CHI) |

|              |                                                     |       |         |                                                    |
| 17 juli 1977 | Peru                                                | 5 – 0 | Bolivia | Cali, Colombia Scheidsrechter: Ramón Barreto (URU) |
| 17 juli 1977 | Cubillas 31', 44' José Velásquez 65', 89' Rojas 74' |       |         | Cali, Colombia Scheidsrechter: Ramón Barreto (URU) |

## Intercontinentale play-off

### UEFA / CONMEBOL
|                                                      | |       |         |                                                                                |
| 29 oktober 1977 «onderlinge duels» 17:00 uur (UTC+1) | Hongarije                                                                                                  | 6 – 0 | Bolivia | Népstadion, Boedapest Toeschouwers: 65.000 Scheidsrechter: Ramón Barreto (URU) |
| 29 oktober 1977 «onderlinge duels» 17:00 uur (UTC+1) | Tibor Nyilasi 12' András Törőcsik 19' Sándor Zombori 22' Béla Váradi 27' Sándor Pintér 39' László Nagy 81' |       |         | Népstadion, Boedapest Toeschouwers: 65.000 Scheidsrechter: Ramón Barreto (URU) |

|                                                       |                                                |       |                                                                    |                                                                                          |
| 30 november 1977 «onderlinge duels» 17:15 uur (UTC−4) | Bolivia                                        | 2 – 3 | Hongarije                                                          | Estadio Hernando Siles, La Paz Toeschouwers: 26.983 Scheidsrechter: Charles Corver (NED) |
| 30 november 1977 «onderlinge duels» 17:15 uur (UTC−4) | Carlos Aragonés 45' (pen.) Carlos Aragonés 90' |       | 38' András Törőcsik 43' István Halász 84' (e.d.) Windsor Del Llano | Estadio Hernando Siles, La Paz Toeschouwers: 26.983 Scheidsrechter: Charles Corver (NED) |

Hongarije wint over twee wedstrijden met 9–2 en plaatst zich voor het hoofdtoernooi.